# Mohammed Achaari
Mohammed Achaari, né en 1951 à Moulay Idriss Zerhoun, est un écrivain et homme politique marocain affilié au parti de gauche l'Union socialiste des forces populaires. Il a été député à Rabat, puis à Meknès. Il est ministre de la Culture dans les gouvernements el-Youssoufi I et II et Jettou I et II de mars 1998 à septembre 2007.

## Biographie
Mohammed Achaari suit ses études secondaires à Meknès, avant de poursuivre ses études supérieures à l'université Mohammed-V de Rabat.
En 1975, il devient membre de l'Union des écrivains du Maroc. De 1979 à 1984, il est secrétaire général du Syndicat national de l'agriculture. De 1983 à 1998, il est directeur du bureau du journal en arabe Al Ittihad al ichtiraki. De 1989 et jusqu'en 1996, il assure la présidence de l'Union des écrivains du Maroc et, en cette qualité, il devient membre du secrétariat général de l'Union des écrivains arabes et du secrétariat général de l'Union des écrivains d'Asie et d'Afrique.
En 1997, Mohammed Achaari est élu député à Rabat. Le 14 mars 1998, il entre au gouvernement en tant que ministre des Affaires culturelles, puis le 6 septembre 2000, il est nommé ministre de la Culture et de la Communication, fonction qu'il occupe jusqu'en 2007. À partir de 2002, il cumule la fonction de député à Meknès.
Il est l'auteur de plusieurs recueils de poésie, édités à Bagdad, Beyrouth et Casablanca, ainsi que d'un recueil de nouvelles et d'un roman. Plusieurs de ses œuvres ont été traduites en français, en espagnol, en russe et en hollandais.
Il a également été membre du bureau politique de l'USFP, membre du Syndicat national de la presse marocaine, secrétaire Général du premier syndicat national de l'agriculture (CDT) et membre de la Fondation Mohammed V pour la solidarité.

### Presse
Achaari a exercé dans la presse en tant que collaborateur aux quotidiens Al Alam et Al Moharrir, puis en tant que responsable de la rédaction de Al Balagh Al Maghribi et du quotidien Al Ittihad al ichtiraki. Il a fait partie du comité de rédaction de la revue Al Machroue.

## Distinctions
- 2011 : Prix international de la fiction arabe
- 2022 : Prix international de poésie Argana[2].